# Redbridge Fire
I Redbridge Fire sono stati una squadra di football americano di Redbridge, in Gran Bretagna. Fondati nel 1993 in seguito alla chiusura degli Essex Buccaneers, hanno vinto un Britbowl. Nel 1998 si sono fusi con gli Essex Chiefs per formare gli Essex Spartans.

## Palmarès
- 1 Britbowl (1997)